# Лапуга, Елена Григорьевна
Елена Григорьевна Лапуга( по-мужу Конотопова; род. 17 мая 1964 года в Казахской ССР) — советская и российская конькобежка; участница зимних Олимпийских игр 1988 и 1992 года, 4-кратная чемпион СССР, 3-кратная призёр чемпионата СССР и чемпионка Казахстана в спринте. Заслуженный мастер спорта СССР (1989). Выступала за ВДФСО профсоюзов г.Омска..

## Биография
Елена Лапуга родилась в Павлодаре. В раннем детстве с семьёй переехала в Омск. Её мама Нина Прокопьевна, в то время диспетчер одного из омских заводов, привела 7-летнюю первоклашку дочь на каток, чтобы Лена научилась держаться на коньках, проводила бы свободное время с пользой для здоровья, а не слонялась бесцельно с подружками по улице. Вместе с мальчишками она гоняла летом на велосипеде. 
Начала заниматься конькобежным спортом в возрасте 12 лет, в Омске, у тренера Владимира Пятанова, который позже передал спортсменку Виктору Петровичу Григорову, где она занималась в СДЮШОР №23 на стадионе "Красная звезда". Она выступала в юниорском возрасте за омский клуб ЦС ДСО "Зенит". В 1983 году стала бронзовым призером на дистанции 3000 метров на чемпионате СССР по многоборью. 
В том же 1983 году у неё умер отец, она осталась вдвоем с матерью. Но неприятности не кончились. С Лапуги сняли 180-рублевую стипендию из-за противоречии её тренера с тренером сборной Борисом Барышевым в споре по индивидуальной подготовке. Полтора года обе жили на скромную зарплату матери и тысячерублевую страховку. Так она продержалась вплоть до февраля 1986 года, пока Барышева не сняли с должности, а ей вернули стипендию. 
В декабре 1985 года заняла 4-е место в абсолютном зачёте и попала в состав сборной. На своём первом чемпионате Европы в 1986-м заняла 12-е место в общем зачёте многоборья. Следом дебютировала на чемпионате мира в классическом многоборье, где заняла 8-е место. Через год стала чемпионкой СССР в многоборье, заняла 6-е место на чемпионате Европы и 12-е на чемпионате мира в классическом многоборье. Также дебютировала на Кубке мира.
Барышева назначили начальником Управления конькобежного и санно-бобслейного спорта Госкомспорта СССР и он продолжил "копать" под Елену с тренером. Перед началом олимпийского сезона ставился вопрос о её дисквалификации, лишения её спортивных званий за неявку на сборы. Тем не менее чемпионку страны вывели из рядов сборной. Но ей помогли тренеры из разных спортивных школ. Благодаря им, она сумела хорошо подготовиться к решающим, отборочным стартам в Ленинграде. Победила на трёх дистанциях и получила право на участие в Олимпийских играх.
В 1988 году Елена участвовала на своих первых зимних Олимпийских играх в Калгари, где финишировала 5-й в забеге на 1500 м и 5000 м, а также 7-й на 3000 м, а в марте на чемпионате мира в классическом многоборье заняла 6-е место. В том же месяце одержала победу второй год подряд в многоборье на чемпионате СССР. В следующем сезоне у неё начался спад в результатах. После третьего места на чемпионате страны она стала 11-й на чемпионате Европы и 10-й на чемпионате мира в классическом многоборье, где взяла золото в забеге на 1500 м.
В 1990 году лучшим стало 13-е место на чемпионате мира в классическом многоборье. В марте 1991 года участвовала на зимней Универсиаде в Саппоро смогла дважды финишировать на 4-м месте в забегах на 3000 м и 5000 м. В 1992 году после распада СССР она участвовала в чемпионате СНГ на отдельных дистанциях и стала чемпионкой на дистанции 1000 м. В феврале на зимних Олимпийских играх в Альбервиле финишировала 25-й в забеге на 1500 м и 28-й на 1000 м. В 1993 году участвовала в чемпионате Казахстана и выиграла комбинацию спринта. В 1994 году завоевала серебряную медаль на чемпионате России в классическом многоборье. В том же 1994-м она завершила карьеру спортсменки.